# Thalictrum pachucense
Thalictrum pachucense är en ranunkelväxtart som beskrevs av Joseph Nelson Rose. Thalictrum pachucense ingår i släktet rutor, och familjen ranunkelväxter. Inga underarter finns listade i Catalogue of Life.